# 川村誠
川村 誠（かわむら まこと、1949年8月13日 - ）は、京セラの元代表取締役社長、会長。愛知県名古屋市生まれ。
1973年に静岡大学工学部卒業後、京都セラミック（現京セラ）入社。
ソーラーエネルギー事業部副事業部長、機械工具統括事業部長を経て、2005年に代表取締役社長、2009年に会長に就任し、京セラミタ会長も兼務した。